# Forcalquier
Forcalquier (in occitano Forcauquier), è un comune francese di 4 722 abitanti situato nel dipartimento delle Alpi dell'Alta Provenza della regione della Provenza-Alpi-Costa Azzurra, sede di sottoprefettura.
Il nome di questa città provenzale tra la montagna di Lura, la Durance ed il Luberon deriverebbe dal latino "furnus calcarius" (forno da calce).
Separatasi dalla contea di Provenza nel 1051 per volere di Folco Bertrando, le due contee verranno riunificate sotto Alfonso II e Garsenda dal 1193. Passeranno al Regno di Napoli con il matrimonio tra Carlo I d'Angiò e Beatrice di Provenza, il 31 gennaio 1246. Verranno annesse alla Francia nel 1481.

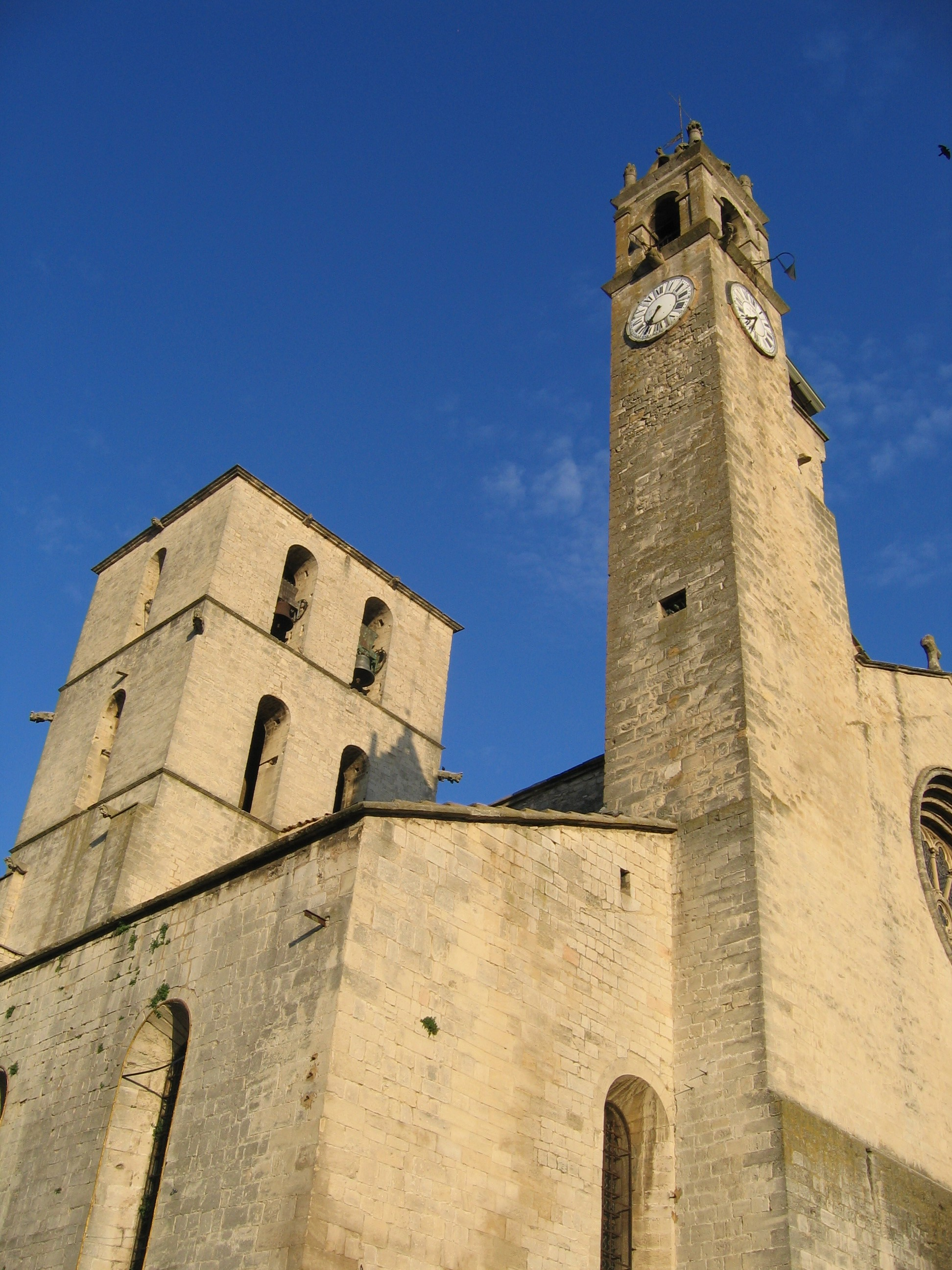
Cattedrale Notre-Dame du Bourguet.

La città storica è costruita ad anfiteatro, con viuzze strettissime, fiancheggiate da alte e belle facciate che proteggono dal maestrale.
La porta dei Cordiglieri è l'unico vestigio della città. Il convento dei Cordiglieri, che trae il suo nome dalla cintura di corda dei fondatori francescani, risale ai secoli XIII e XIV. Vittima d'innumerevoli distruzioni durante le guerre di religione e sotto la Rivoluzione,  è stato ammirabilmente restaurato dal 1960 al 1970.

## Società

### Evoluzione demografica
Abitanti censiti

## Amministrazione

### Gemellaggi
- Guastalla, dal 1981, anche scolastico